# Лоянское
Лоянское — пресноводное озеро на территории Михайловского сельского поселения Олонецкого района Республики Карелии.

## Общие сведения
Площадь озера — 3,4 км², площадь водосборного бассейна — 208 км². Располагается на высоте 64,0 метров над уровнем моря.
Форма озера лопастная, продолговатая: оно почти на четыре километра вытянуто с севера на юг. Берега изрезанные, каменисто-песчаные, преимущественно возвышенные.
Из восточного залива озера вытекает безымянный водоток, впадающий в озеро Ташкенское, из которого берёт начало река Усланка, правый приток Свири.
С запада в Лоянское  впадает река Кирьга, несущая воды озёр Карниж и Долгого.
В озере расположено не менее шести небольших безымянных островов.
На берегу водоёма располагаются три населённых пункта: Гижино, Ташкеницы и Михайловское. Через два последних проходит дорога местного значения 86К-208 («Устье — Ташкеницы»). К югу от Лоянского проходит дорога местного значения 86К-207 («Усланка — Мегрега — Обжа»).
Код объекта в государственном водном реестре — 01040100711102000015327.